# IEEE Internet Computing
IEEE Internet Computing est une revue scientifique bimensuelle à comité de rédaction  publiée par la IEEE Computer Society. 

## Objectifs
Le journal s'adresse aux communautés techniques et scientifiques d'utilisateurs d'Internet ainsi qu'aux concepteurs et aux développeurs d'applications et de technologies habilitantes basées sur Internet.
La revue couvre tous les aspects des technologies Internet. En plus des articles évalués par les pairs, la revue publie des textes sur l'industrie, des synthèses, des tutoriels, des chroniques et des actualités. Elle aborde un large éventail de sujets, notamment les applications, les architectures, la gestion de l'information, les intergiciels, les politiques, la sécurité et les normes.

## Description
Le rédacteur en chef est George Pallis (Université de Chypre). D'après le Journal Citation Reports, le journal a en 2017 un facteur d'impact de 1,929. D'après le journal, le facteur d'impact en 2018 est 2,891. Le journal compte plus de 7000 abonnés.

## Article lié
- Liste de revues d'informatique